# Mulan (sockenhuvudort i Kina, Hubei Sheng, lat 31,10, long 114,45)
Mulan (kinesiska: 木兰) är en sockenhuvudort i Kina. Den ligger i provinsen Hubei, i den centrala delen av landet, omkring 60 kilometer norr om provinshuvudstaden Wuhan. Antalet invånare är 30 039. Befolkningen består av 14 828 kvinnor och 15 211 män. Barn under 15 år utgör 14,0 %, vuxna 15-64 år 73 %, och äldre över 65 år 12,0 %.
Runt Mulan är det tätbefolkat, med 735 invånare per kvadratkilometer. Det finns inga andra samhällen i närheten. Trakten runt Mulan består till största delen av jordbruksmark.
Genomsnittlig årsnederbörd är 1 531 millimeter. Den regnigaste månaden är juli, med i genomsnitt 270 mm nederbörd, och den torraste är december, med 19 mm nederbörd.